# バシトラシン
バシトラシン (bacitracin) は、枯草菌が産生する抗生物質で、バシトラシンAを主成分とする環状ポリペプチドの混合物である。

## 概要
バシトラシンは、リケニホルミスグループの枯草菌（Bacillus subtilis Tracy株）により産生される環状ポリペプチドの混合物である。Tracy株という名称は、1943年にバシトラシンを産生する桿菌がマーガレット・トレーシーという少女の膝のかすり傷から初めて分離されたことに由来している。
バシトラシンは毒性が強く使用法が難しいため、あまり経口的には用いられないが、局所的投与ではとても効果がある。
バシトラシンはいわゆる非リボソームペプチド合成酵素 (NRPSs) により合成され、このことはバシトラシンの合成にリボソームが関与していないことを示している。

## 作用機序
バシトラシンは、細菌の細胞壁内膜を取り巻くペプチドグリカンの構成要素を支持する分子であるC55-イソプレニルピロリン酸の脱リン酸化反応を妨げ、これにより細胞壁合成を阻害することによって抗菌作用を示す。

## 使用例
- バシトラシントローチは、感染性口内炎や口腔内の傷口からの感染を防ぐために使われる。
- バシトラシン軟膏は、バシトラシン亜鉛およびその他の抗生物質（普通はポリミキシンBやネオマイシン）からなり、限局性の皮膚感染症や眼科感染症の治療、創傷感染の予防のために使用される。
- バシトラシン亜鉛は、抗菌用に家畜用飼料に添加される。
- バシトラシンディスクは、β溶血性レンサ球菌においてA群とそれ以外の群を区別するために使用される[1]。

## 参考
1. ↑  培養プレートにバシトラシンディスク（直径6mm）を載せて37°Cで24時間培養後、阻止円の直径が14mm以上（感受性）であればA群、14mm未満（抵抗性）であればそれ以外の群である。この方法はあくまで間接的な同定法であり、精度が98%程度と言われているものの完璧ではない。